# Or (řeka)
Or (rusky Орь) je řeka v Aktobské oblasti v Kazachstánu a v Orenburské oblasti v Rusku. Je levým přítokem Uralu (povodí Kaspického moře). Je 332 km dlouhá. Povodí má rozlohu 18 600 km².

## Průběh toku
Vzniká soutokem řek Šijli a Terisbutak, které pramení na západních svazích Mugodžar.

## Vodní režim
Zdrojem vody je převážně tající sníh. Průměrný roční průtok vody ve vzdálenosti 61 km od ústí je 21,3 m³/s. Zamrzá ve druhé polovině října až v listopadu a rozmrzá na konci března až v dubnu. Nejvyšších vodních stavů dosahuje od dubna do poloviny května. Ve zbývající části roku hladina výrazně klesá.

## Využití
Voda z řeky se využívá na limanové zavlažování a zásobování vodou. Při jejím ústí do Uralu leží město Orsk.